# Sándor Zombori
Sándor Zombori (Pécs, 31 d'octubre de 1951) és un futbolista hongarès retirat de la dècada de 1970.

## Trajectòria esportiva
Entre 1975 i 1982 va jugar al Vasas SC hongarès. A continuació deixà Hongria per jugar al Montpellier Hérault Sport Club francès. Amb la selecció hongaresa jugà la Copa del Món de futbol de l'Argentina de 1978, en el qual marcà un gol.